# Сама (фільм)
Сама (англ. Herself) — драматичний фільм 2020 року режисерки Філліди Ллойд за сценарієм Малколма Кемпбелла та Клер Данн. Головні ролі виконали Клер Данн, Гаррієт Волтер та Конлет Гілл.

## Сюжет
Сандра — мати-одиначка, яка намагається впоратися з вихованням двох маленьких доньок після того, як пішла від чоловіка, що знущався з неї. Коли система соціального житла відмовляє їй у новому помешканні, Сандра вирішує збудувати власний будинок за допомогою дружньої громади та нових друзів. З цією новою метою Сандра відкриває себе заново, доки її колишній чоловік не подає на неї до суду за опіку над дітьми.

## У ролях
- Клер Данн — Сандра
- Гаррієт Волтер — Пеґґі
- Конлет Гілл — Ейдо
- Моллі Макканн — Моллі
- Рубі Роуз О'Гара — Емма
- Кеті Белтон — Джо
- Ребекка О'Мара — Ґрейн
- Еріка Роу — Емі
- Іан Ллойд Андерсон — Ґері
- Шон Даґґан — Кіаран Кроулі
- Аарон Локгарт — Томо
- Аніта Петрі — Роза
- Дмитро Виноградов — Даріуш

## Виробництво
У березні 2019 року було оголошено, що Філліда Ллойд стане режисеркою фільму за сценарієм Малколма Кемпбелла та Клер Данн, причому Данн також зіграє головну роль. У квітні 2019 року до акторського складу приєдналися Конлет Гілл та Гаррієт Волтер.

## Реліз
Світова прем'єра фільму відбулася на кінофестивалі «Санденс» 24 січня 2020 року. Невдовзі після цього Amazon Studios придбала права на дистрибуцію фільму в США. Фільм вийшов в обмежений прокат у США 30 грудня 2020 року, а 8 січня 2021 року став доступний для перегляду на стрімінговій платформі Amazon Prime Video.

## Сприйняття
На агрегаторі рецензій Rotten Tomatoes фільм має рейтинг схвалення 94 % на основі 140 відгуків критиків, із середньою оцінкою 7,2/10. Консенсус критиків сайту говорить: «Чутливо зрежисований Філлідою Ллойд та оживлений вражаючою грою співсценаристки Клер Данн, фільм „Herself“ з емпатією та грацією показує подорож однієї жінки». На Metacritic фільм отримав 71 бал зі 100 на основі 19 рецензій критиків, що вказує на «загалом схвальні відгуки».